# Стеклянный дворец (Мюнхен)
Стеклянный дворец (нем. Glaspalast) — несохранившийся выставочный зал в Мюнхене, располагался в северной части Старого ботанического сада недалеко от площади Штахус. Сооружение из стекла и чугуна было возведено в 1854 году по образцу лондонского Хрустального дворца, появившегося за три года до этого. Стеклянный дворец полностью выгорел в результате пожара в 1931 году, а через пять лет его печальную судьбу повторил лондонский собрат.

## История
Король Баварии Максимилиан II распорядился о строительстве Стеклянного дворца в 1853 году в рамках подготовки к проведению в Мюнхене Первой общегерманской промышленной выставки 1854 года, по окончании которой Стеклянный дворец предполагалось переоборудовать в оранжерею. Согласно проекту архитектора Августа фон Фойта здание представляло собой пятинефный двухэтажный зал с поперечным нефом посредине и прямоугольными пристройками по углам. Длина Стеклянного дворца составляла 234 м, ширина — 67 м, высота — 25 м. Затраты на строительство, продолжавшееся в течение первых шести месяцев 1854 года, составили 800 тыс. гульденов.
Первая общегерманская промышленная выставка открылась в новом Стеклянном дворце 15 июля 1854 года. Ошеломительный успех выставки омрачила вспышка холеры, распространившейся сначала среди служащих выставки, а позднее и среди её посетителей.
В 1858 году в Стеклянном дворце состоялась Первая общегерманская художественно-историческая выставка, в 1869 году — 1-я Международная художественная выставка, а в 1888 году — 3-я. В 1882 году в Стеклянном дворце проходила Международная электротехническая выставка, в рамках которой её организатор Оскар фон Миллер продемонстрировал возможности передачи электроэнергии на большие расстояния, обеспечив работу электрического насоса для искусственного водопада по 57-километровой линии электропередачи из Мисбаха в Мюнхен. После 1889 года Стеклянный дворец использовался исключительно для проведения художественных выставок, превративших его в место встреч деятелей искусства и международный центр торговли предметами искусства. Помимо этого, в Стеклянном дворце проходили художественные фестивали.
Пожар в мюнхенском Стеклянном дворце, полностью его уничтоживший, вспыхнул 6 июня 1931 года. Пожарная тревога сработала в 3:30 утра, а к утру от здания остались только тлеющие развалины, оплавившееся стекло и погнувшиеся стальные несущие конструкции. В результате пожара в Стеклянном дворце безвозвратно утраченными оказалось более чем три тысячи произведений искусства, в том числе были полностью уничтожены 110 картин со специальной выставки «Произведения немецких романтиков от Каспара Давида Фридриха до Морица фон Швинда». Ещё около тысячи произведений современных художников того времени получили серьёзные повреждения, целыми и невредимыми после пожара оказалось только 80 работ. Особенно трагикомичным выглядит тот факт, что огонь пощадил хранившиеся в соседнем сарае картины, забракованные организаторами выставки. Средства массовой информации объявили пожар в Стеклянном дворце одной из крупнейших катастроф в истории европейского искусства. За весь период истории после Тридцатилетней войны Германия не лишалась стольких предметов искусства, как в результате одного пожара в Стеклянном дворце. Ущерб от пожара оценивался в 25-30 млн марок. При проведении спасательных работ пострадало 20 пожарных. В отношении генерального директора Циммермана, который вопреки всем опасностям рвался спасать художественные ценности из полностью выгоревших 75 залов, полиции пришлось применить физическую силу.
Первоначально считалось, что пожар возник в результате самовозгорания пропитанных маслом тряпиц в столярной мастерской, также ходили неподтверждённые слухи об акте мести со стороны недовольных ценителей искусства. Соответствующая экспертиза впоследствии установила, что причиной пожара в Стеклянном дворце был поджог. Для устранения последствий национальной катастрофы на совещании в министерстве культуры, состоявшемся во второй половине дня, было принято решение обратиться с просьбой о помощи ко всему немецкому народу. После прихода к власти национал-социалистов в 1933 году решение о восстановлении Стеклянного дворца на прежнем месте было отменено. Вместо Стеклянного дворца в 1937 году в мюнхенском Английском саду был построен Дом немецкого искусства. Уцелевший после пожара фонтан у Стеклянного дворца в настоящее время установлен на площади Вайсенбургер-плац в мюнхенском районе Хайдхаузен. На месте самого Стеклянного дворца в настоящее время располагается здание «Парковое кафе», в котором работают ресторан, бар и пивной сад.
- В выставочном зале Первой общегерманской промышленной выставки. Экспозиция произведений Франца Ганфштенгля. 1854
- «Эритрейская сивилла». Сгоревшая при пожаре картина работы Фридриха Овербека